# اللغات في أيرلندا

## تاريخ موجز لأيرلندا
بدأ المستوطنون الأوائل إلى أيرلندا في الوصول قبل حوالي 10،000 عام. سيطر السلتيون على المنطقة في عام 300 قبل الميلاد ، وبحلول منتصف القرن الخامس ، نجح المبشرون المسيحيون في تحويل غالبية السكان بنجاح. استولت إنجلترا على الجزيرة في القرن الثاني عشر ، لكنها لم تتحكم بالكامل حتى تأسيس أسرة تيودور بين القرنين السادس عشر والسابع عشر. أدت هذه الحركة إلى الاستعمار البريطاني للبلد ، الذي أصبح جزءًا من المملكة المتحدة في عام 1801. من 1919 إلى 1921 ، حاربت أيرلندا من أجل استقلالها عن إنجلترا. أدت هذه الحرب إلى إنشاء جمهورية أيرلندا المستقلة وأيرلندا الشمالية ، وهي عضو مستمر في المملكة المتحدة. شكل هذا التاريخ الذي يشمل إنجلترا والكلت الثقافة الحالية داخل البلاد ، بما في ذلك لغاتها. هذه المقالة نلقي نظرة على هذه اللغات.

## اللغات الرئيسية في ايرلندا
اللغتان الرئيسيتان في أيرلندا هما الإنجليزية والإيرلندية. تعتبر اللغة الأيرلندية هي اللغة الرسمية والوطنية لجمهورية أيرلندا ؛ ايرلندا الشمالية لا يوجد لديه لغة رسمية. ومع ذلك ، كانت اللغة الإنجليزية هي اللغة المحكية السائدة في كلا المجالين السياسيين منذ نهاية القرن التاسع عشر.

### الأيرلندية
الأيرلندية متجذرة في لغة الكلت. يشار إلى أقرب إصدار باسم Primitive Irish. طوال استخدامه ، تطورت من القديم إلى الأوسط إلى العصر الحديث الإيرلندي. في اسكتلندا ، تطورت إلى اللغة الغيلية الأسكتلندية. اليوم ، أصبحت لغة أقلية ، تحل محلها اللغة الإنجليزية. تواصل بعض المجتمعات الصغيرة ، التي يشار إليها باسم Gaeltacht ، على طول الساحل الغربي للبلاد استخدام اللغة الأيرلندية كلغة أولى. ما يقرب من 36 ٪ من السكان يتحدثون الأيرلندية. على الرغم من أن 10٪ فقط من السكان يجيدون اللغة الأيرلندية ، إلا أن هناك العديد من المحطات الإذاعية والقنوات التلفزيونية والمنشورات الإخبارية بهذه اللغة.

### الإنجليزية
بعد فتح Tudor في القرن السادس عشر الميلادي ، تم استخدام اللغة الإنجليزية في الإدارة الحكومية ، والمحاكم ، والمعاملات التجارية. تعتبر اللغة الأيرلندية لغة الطبقات الدنيا. بعد أن أصبحت أيرلندا جزءًا من المملكة المتحدة ، تم تأسيس اللغة الإنجليزية كلغة تدريس في نظام المدارس العامة. يشار إلى اللهجة المستخدمة في أيرلندا باسم Hiberno-English وتضمنت بعض ميزات اللغة الأيرلندية. بالإضافة إلى ذلك ، فقد حافظت على العناصر من الأنماط القديمة في اللغة الإنجليزية.

## اللغات الإقليمية لأيرلندا
اللغتان الإقليميتان في أيرلندا هما أولستر سكوت وشيلتا.

### الستر الاسكتلندية
أولستر الاسكتلندية هي لهجة اللغة الأسكتلندية ، يتحدث بها في مقاطعة أولستر. هذه اللغة شديدة التباين وتشمل كلاً من إصدارات اللغة الإنجليزية والسكتلندية. تم تقديمه إلى المنطقة في أوائل القرن السادس عشر من قبل المهاجرين الاسكتلنديين. حوالي 8.1 ٪ من السكان لديهم بعض القدرة على استخدام Ulster Scots بينما فقط 0.9 ٪ يجيدون.

### Shelta
شيلتا هي لغة المجموعة العرقية الأيرلندية للمسافرين. تعتبر لغة مختلطة ، سجلات استخدام شيلتا يعود إلى القرن 13th. لقد كانت ذات يوم لغة أيرلندية على الرغم من أنها تأثرت بشدة الآن بالهيبرنو الإنجليزية. يعتقد الباحثون أن الأشخاص الذين يتحدثون شيلتا غيروا اللغة الأيرلندية باستخدام بعض الكلمات بطريقة متخلفة وإضافة بعض البادئات واللاحقات غير الأيرلندية إلى كلمات الجذر الأيرلندية. وقد اعتمدت بعض الكلمات المستعارة من اللغة الغجرية كذلك. تشير التقديرات إلى وجود 30،000 متحدث في جمهورية أيرلندا.

## لغات الأقليات التي يتم التحدث بها في أيرلندا
يتم التحدث بلغات الأقليات في أيرلندا بشكل أساسي من قبل مجموعات المهاجرين. الأكثر شيوعًا منها: البولندية (119،526 متحدثًا) والألمانية (27،342) والفرنسية (56،430) واليابانية (1،309) والماندرين (15،166).

## اللغات الأجنبية التي يتم التحدث بها في أيرلندا
يتعلم العديد من الأفراد لغة أجنبية كجزء من تعليمهم الابتدائي والثانوي. هذه ليست هي نفس لغة الأقليات ، والتي يتم التحدث بها كلغة أولى للشخص. اللغات الأجنبية الأكثر شيوعًا هي: الفرنسية (يتحدث بها 20٪ من السكان) والألمانية (7٪) والإسبانية (3.7٪)